# Kanamarca
Kanamarca,  (também escrito Kanamarka ), é um sítio arqueológico localizado no distrito de Alto Pichigua, na província de Espinar, na região do Cusco; a uma altitude de 3 950 metros acima do nível do mar. Com relação a sua geografia, pode-se acrescentar que está localizado numa região de planalto com pouca vegetação. 

## Descrição do sitio
Kanamarca é um complexo arquitetônico legado pela cultura pré-inca dos Kanas e que foi incorporada ao Império Inca, durante sua expansão. Dizem que o povo Kana, cujo nome significa  "escolhido", habitou o local desde 5.000 a.C.. Durante o apogeu do Império Inca, seu território foi utilizado como base para os ataques contra os Chancas que se recusaram a se submeter. 
Kanamarca possui recintos retangulares cujas dimensões variam entre 3 a 8 metros de largura e 5 a 18 metros de comprimento, com alturas entre 5 e 7 metros, recintos com planta circular com diâmetros de 4 a 5 metros, a maioria desses últimos destinados a depósitos de comida. Nos batentes das portas e nas fachadas internas de alguns dos recintos o reboco de barro original foi preservado. Tudo isso demonstra que Kanamarca foi uma aldeia planejada urbanisticamente e que tinha traços de influência altiplânica. 

## Estado de Conservação Atual
Está em bom estado de conservação, porque a Diretoria Descentralizada da Cultura assumiu sua conservação